# Urceola latifolia
Urceola latifolia är en oleanderväxtart som först beskrevs av Jean Baptiste Louis Pierre och Spire, och fick sitt nu gällande namn av D.J. Middleton. Urceola latifolia ingår i släktet Urceola och familjen oleanderväxter. Inga underarter finns listade i Catalogue of Life.